# Козловский, Александр Николаевич (политик)
Алекса́ндр Никола́евич Козло́вский (род. 5 мая 1973, Великие Луки, Псковская область, РСФСР, СССР) — российский предприниматель, государственный и политический деятель, депутат Государственной думы VII созыва, депутат Государственной Думы VIII созыва, член фракции «Единая Россия», секретарь Псковского регионального отделения партии «Единая Россия», основатель благотворительного фонда «Земляки», инициатор создания центра бесплатной юридической помощи «Земляки» правозащитного центра партии «Единая Россия» [значимость факта?].
Член комитета Государственной Думы по промышленности и торговле; первый заместитель председателя комитета Государственной Думы по промышленности и торговле; председатель Экспертного совета Комитета Государственной Думы о энергетическому машиностроению, электротехнической и кабельной промышленности; председатель Экспертного совета Комитета Государственной Думы по развитию промышленной инфраструктуры (индустриальные парки, технопарки, экотехнопарки и кластеры); сопредседатель Экспертного совета Комитета Государственной Думы по металлургии, тяжелому машиностроению и горнорудной промышленности; председатель совета Общественной организации «Псковская региональная организация Всероссийское общество изобретателей и рационализаторов».

## Биография
Родился 5 мая 1973 года в городе Великие Луки Псковской области. В 1990 году окончил школу № 10 (ныне лицей № 10). С 1990 по 1991 год работал на Великолукском радиозаводе слесарем-сборщиком. В 1991-1993 годах проходил срочную военную службу в рядах Вооруженных сил РФ. С 1993 по 1996 год работал коммерческим директором ТОО «Микроком».
В 1997 году получил высшее образование по специальности «Экономист», окончил Московский институт предпринимательства и права. В 2009 году получил второе высшее образование по специальности «Менеджмент» в Московском государственном университете экономики, статистики и информатики. В 2015 году окончил заочную аспирантуру ФГБОУ ВПО «Национальный минерально-сырьевой университет Горный». Защитил диссертацию в Институте проблем региональной экономики РАН, решением диссертационного совета от 22.11.2016 года присуждена учёная степень кандидата экономических наук.
С 1996 по 1999 год работал менеджером в закрытом акционерном обществе «ТПФ «Компактэнерго» в Москве. С 1999 по 2001 год занимал должность заместителя генерального директора великолукского ЗАО ТПФ «Техпромэнерго». С 2001 по 2003 год возглавлял ЗАО ТПФ «Промтехэнерго М» в Москве. С 2003 по 2006 год работал менеджером в ООО «Энергоцентринвест». В 2006 году вернулся в Великие Луки, был принят на ЗАО «Завод электротехнического оборудования» на должность первого заместителя генерального директора — коммерческого директора завода. В марте — апреле 2007 года назначен временно исполняющим обязанности генерального директора, с апреля 2007 года по октябрь 2016 года работал генеральным директором завода электротехнического оборудования.
В марте 2010 года баллотировался в депутаты Великолукской городской Думы, избран депутатом на дополнительных выборах по одномандатному избирательному округу № 15.
В 2011 году баллотировался от партии «Единая Россия» в Псковское областное Собрания депутатов V созыва, в результате выборов избран 4 декабря 2011 года избран депутатом по одномандатному избирательному округу № 9.
В сентябре 2016 года баллотировался от партии «Единая Россия» в депутаты Государственной думы РФ VII созыва, по итогам выборов избран депутатом Госдумы по Псковскому одномандатному избирательному округу № 148. В сентябре 2021 года по итогам выборов избран депутатом Государственной думы РФ VIII созыва по Псковскому одномандатному избирательному округу № 148.
Имеет 4 патента на изобретение и 17 патентов на полезные модели.
В конце 2015 года по инициативе Александра Козловского в Псковской области было создано общественное движение «СВОЁ!», направленное на защиту интересов производителей региона. А в конце 2016 года также по его инициативе в регионе заработал благотворительный фонд «Земляки», который помогает жителям разных районов преодолевать жизненные трудности.
Основал электротехнический кластер Псковской области. Руководит Псковским региональным отделением Российского союза промышленников и предпринимателей, курирует деятельность Псковского регионального отделения Союза машиностроителей России.
Александр Козловский является председателем Экспертного совета по энергетическому машиностроению, электротехнической и кабельной промышленности Госдумы и Экспертного совета по особым экономическим зонам, развитию промышленных кластеров и контрактного производства нового типа Госдумы, председателем совета Общественной организации «Псковская региональная организация Всероссийское общество изобретателей и рационализаторов». Также возглавляет Псковскую областную федерацию стрельбы из лука и Великолукскую федерацию бокса.
Женат, имеет троих детей.

## Законотворческая деятельность
Александр Козловский с 2016 по 2020 год, исполняя полномочия депутата Государственной Думы VII созыва, выступил соавтором нескольких десятков законодательных инициатив и поправок к проектам федеральных законов .

## Награды и звания
- Звание «Почётный машиностроитель» Министерства промышленности и торговли РФ (2015)[8]
- Почетная грамота Министерства промышленности и торговли РФ
- Благодарность Министерства промышленности и торговли РФ
- Почётная грамота Администрации Псковской области
- Почётная грамота Великолукской городской думы[9]